# Dianthus jacquemontii
Dianthus jacquemontii är en nejlikväxtart som beskrevs av Michael Pakenham Edgeworth och Hook. f. Dianthus jacquemontii ingår i släktet nejlikor, och familjen nejlikväxter. Inga underarter finns listade i Catalogue of Life.